# Lapinig
Lapinig (Bayan ng Lapinig) är en kommun i Filippinerna. Kommunen ligger på ön Samar, och tillhör provinsen Norra Samar. Folkmängden uppgår till 10 798 invånare.
Lapinig är indelat i 15 barangayer.